# 두낫페이
두낫페이(DoNotPay)는 온라인 법률 서비스이자 챗봇이다. 이 제품은 인공지능을 활용하여 교통 위반 딱지 문제를 해결하고 기타 다양한 법률 서비스를 제공한다고 주장하는 "로봇 변호사" 서비스를 격월 36달러의 구독료로 제공한다. 두낫페이의 효율성과 마케팅은 칭찬과 비판의 대상이 되어 왔다.

## 서비스
두낫페이는 주차 위반 딱지 이의를 제기하는 앱으로 시작되었다. 소비자 보호에서 이민 권리에 이르기까지 법적 문제에 관한 문서를 생성하는 서비스를 판매한다. 이는 자동화와 AI를 통해 생성된다고 명시되어 있다. 회사는 IBM 왓슨 AI가 자사 애플리케이션을 지원한다고 주장한다. 현재 영국과 미국(50개 주 전체)에서 사용할 수 있다.
2021년 두낫페이는 앤드리슨 호로위츠, 룩스 캐피털(Lux Capital), 트라이브 캐피털(Tribe Capital) 등을 포함한 투자자로부터 1,000만 달러를 모금하여 2억 1,000만 달러의 가치에 도달했다.